# Subregiones de Nariño

Subregiones de Nariño.

Subregiones es el nombre con el cual se conoce a las subdivisiones territoriales que conforman el departamento colombiano de Nariño. En total son trece subregiones que, aunque no son relevantes en términos de gobierno, facilitan la administración los 64 municipios que conforman el departamento.

## Subregiones
Las subregiones de Nariño son las siguientes:
| Centro | Guambuyaco                                                                      | Juanambú                                                           |
| --- | ------------------------------------------------------------------------------- | ------------------------------------------------------------------ |
| Pasto • Chachagüí • La Florida • Nariño • Tangua • Yacuanquer                                                                  | El Peñol • El Tambo • La Llanada • Los Andes Sotomayor                          | Arboleda • Buesaco • La Unión • San Pedro de Cartago • San Lorenzo |
| La Cordillera | La Sabana                                                                       | Los Abades                                                         |
| Cumbitara • El Rosario • Leiva • Policarpa • Taminango                                                                         | Guaitarilla • Imués • Ospina • Sapuyes • Túquerres                              | Providencia • Samaniego • Santacruz                                |
| Sur | Occidente                                                                       | Pacífico Sur                                                       |
| Aldana • Contadero • Córdoba • Cuaspud • Cumbal • Funes • Iles • Ipiales • Guachucal • Gualmatán • Potosí • Pupiales • Puerres | Ancuya • Consacá • Linares • Sandoná                                            | Francisco Pizarro • Tumaco                                         |
| Piedemonte Costero | Río Mayo                                                                        | Sanquianga                                                         |
| Mallama • Ricaurte | Albán • Belén • Colón • El Tablón de Gómez • La Cruz • San Bernardo • San Pablo | El Charco • La Tola • Mosquera • Olaya Herrera • Santa Bárbara     |
| Telembí |                                                                                 |                                                                    |
| Barbacoas • Magüí Payán • Roberto Payán                                                                                        |                                                                                 |                                                                    |